# Roškopov
Roškopov je vesnice, část obce Stará Paka v okrese Jičín. Nachází se asi 1,5 km na severozápad od Staré Paky. Prochází jí silnice II/284. V roce 2009 zde bylo evidováno 107 adres. Trvale zde žije 162 obyvatel.
Roškopov je také název katastrálního území o rozloze 3,67 km².

## Historie
První písemná zmínka o obci pochází z roku 1444.

## Pamětihodnosti
- Venkovský dům čp. 18
- Venkovský dům čp. 56
- Roškopovská babyka, památný strom[6]

## Přírodní zajímavost
V severní části katastru Roškopova se nachází vrch Jíva (568 m n. m.) Ve vrcholových partiích návrší jsou patrné četné výchozy bazaltů - melafyrů. Drcené zóny v mandlovcích jsou vyplněny nerosty mědi. Kromě minerálů mědi se zde vyskytují acháty, jaspisy a křemeny.

## Další fotografie

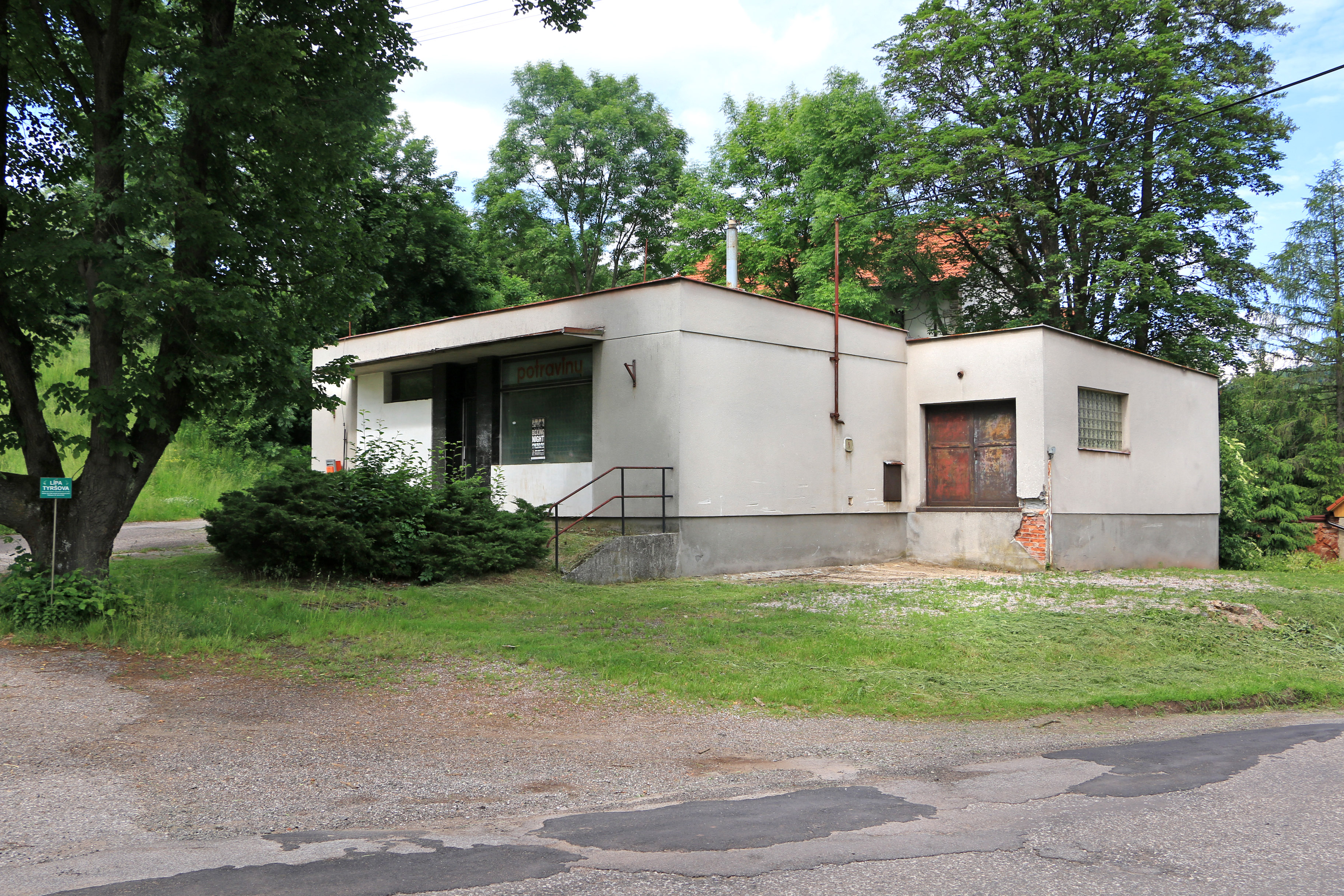
Bývalý obchod
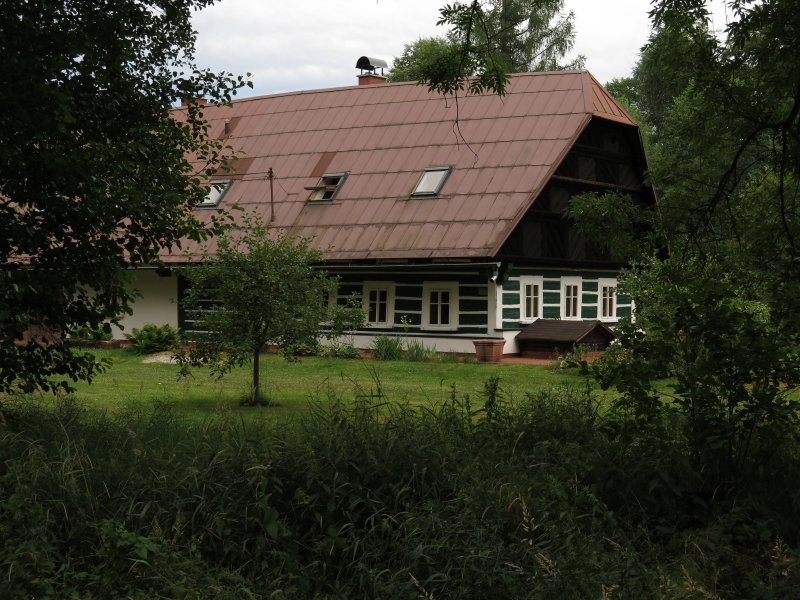
Dům čp. 56
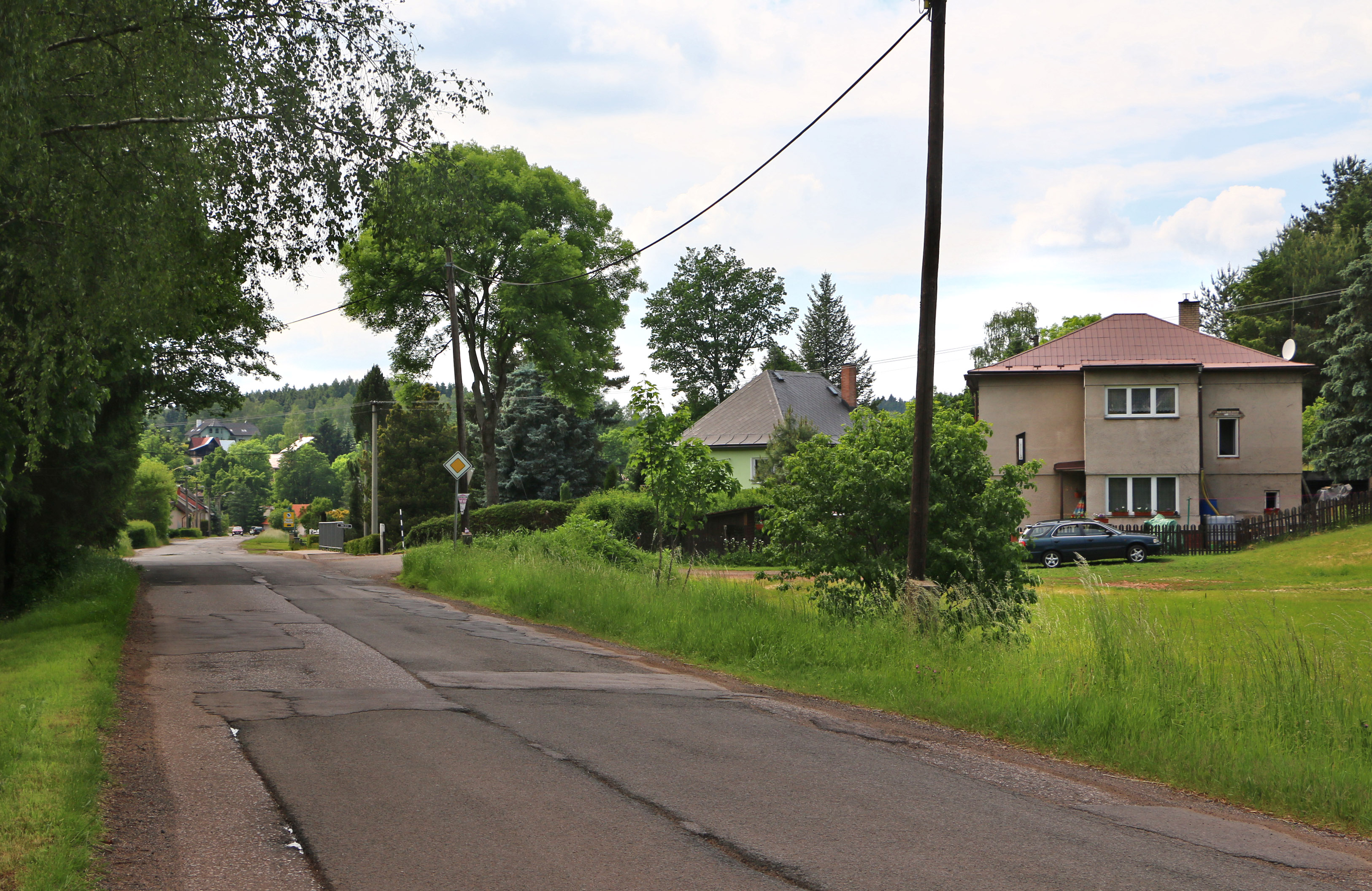
Silnice II. třídy 284
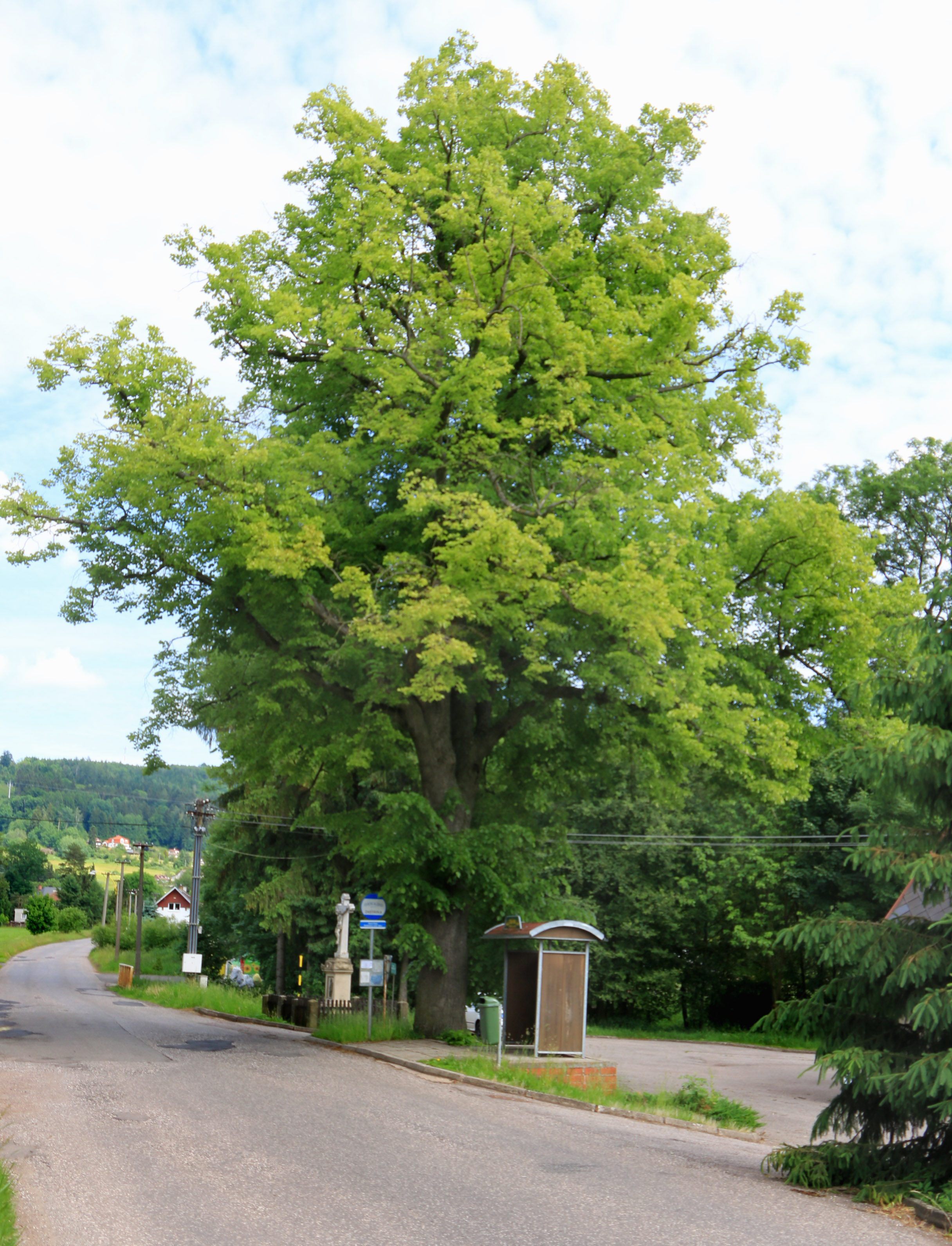
Lípa svobody na návsi